# Équipe d'Argentine de rugby à XV à la Coupe du monde 1999
L'équipe d'Argentine a été éliminée en quart de finale de la Coupe du monde de rugby 1999 par l'équipe de France qui a été par la suite finaliste de cette épreuve.
Les joueurs suivants ont joué pendant cette coupe du monde 1999. Les noms en gras indiquent les joueurs qui ont été le plus souvent titulaires.

## La composition de l'équipe

### Première Ligne
- Agustín Canalda (1 match, 0 comme titulaire)
- Roberto Grau (2 matchs, 2 comme titulaire)
- Omar Hasan (4 matchs, 3 comme titulaire)
- Mario Ledesma (5 matchs, 5 comme titulaire)
- Mauricio Reggiardo (5 matchs, 5 comme titulaire)
- Martín Scelzo (4 matchs, 0 comme titulaire)

### Deuxième Ligne
- Alejandro Allub (5 matchs, 5 comme titulaire)
- Ignacio Fernández Lobbe (5 matchs, 5 comme titulaire)
- Miguel Angel Ruiz (3 matchs, 0 comme titulaire)

### Troisième Ligne
- Gonzalo Longo (4 matchs, 4 comme titulaire)
- Rolando Martin (5 matchs, 4 comme titulaire)
- Lucas Ostiglia (3 matchs, 1 comme titulaire)
- Santiago Phelan (5 matchs, 5 comme titulaire)
- Pedro Sporleder (1 match, 1 comme titulaire)

### Demi de mêlée
- Nicolas Fernández Miranda (1 match, 0 comme titulaire)
- Agustín Pichot (5 matchs, 5 comme titulaire).

### Demi d’ouverture
- Gonzalo Quesada (5 matchs, 5 comme titulaire)
- Felipe Contepomi (3 matchs, 0 comme titulaire).

### Trois-quarts centre
- Lisandro Arbizu (5 matchs, 5 comme titulaire) (capitaine)
- Eduardo Simone (5 matchs, 5 comme titulaire)

### Trois-quarts aile
- Diego Albanese (5 matchs, 5 comme titulaire)
- Octavio Bartolucci (2 matchs, 2 comme titulaire)
- Gonzalo Camardon (5 matchs, 3 comme titulaire).

### Arrière
- Manuel Contepomi (3 matchs, 2 comme titulaire)
- Ignacio Corleto (3 matchs, 3 comme titulaire).

## Meilleur marqueur d'essais
- Agustín Pichot, Diego Albanese 2 essais.

## Meilleur réalisateur
1. Gonzalo Quesada 102 points.

C'est le meilleur réalisateur de cette Coupe du monde.